# Wakeskate

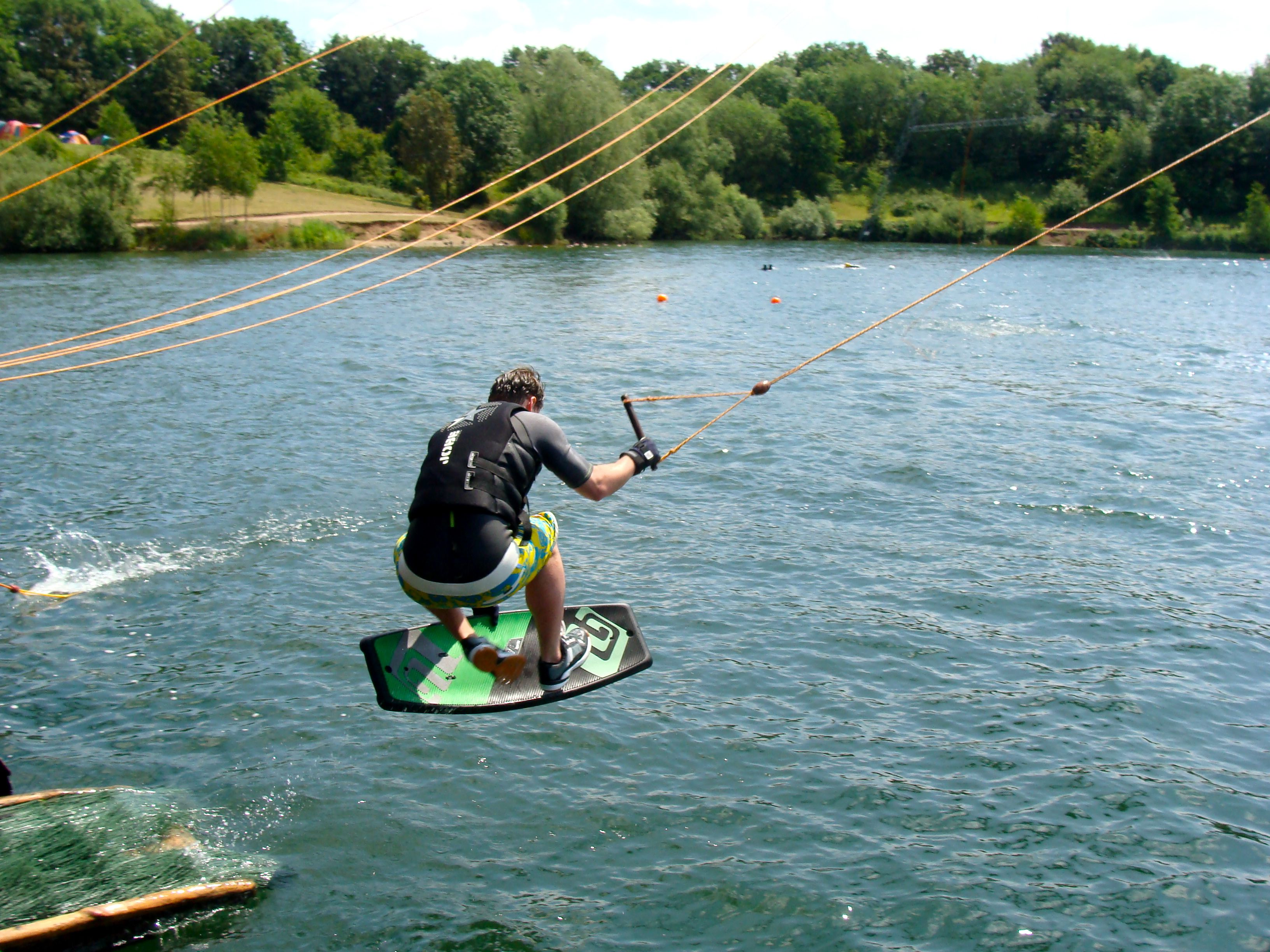
Sprungstart Wakeskate (Langenfeld)

Ein Wakeskate ist ein Wassersportgerät, das von einem Lift, Seilwinde oder Boot übers Wasser gezogen wird, jedoch über keinerlei Fixierung verfügt, wie beispielsweise beim Wakeboard.
Die mit dem Wakeskate möglichen Tricks sind deshalb stark von Skateboard -Tricks inspiriert, wie z. B. Kickflip oder Shove-It. Wakeskate wird häufig mit Sneakern oder Barfuß gefahren.
Durch die fehlende Bindung wird beim Fahren mit dem Wakeskate mehr Gefühl benötigt als beim Wakeboard und auch die aufzuwendende Kraft ist wegen des geringeren Auftriebs höher, was zu schnellerer Ermüdung führen kann.
Beliebte Tricks sind zum Beispiel der Shove-it, bei dem das Brett unter den Füßen um die Vertikalachse rotiert, Kickflip (Rotation um die Längsachse), Big Spin (Rotation des Boards um 360° und Drehung des Körpers um 180°). Tricks im Wakeskaten können sowohl im „Flat“ (von der Wasseroberfläche aus) oder auf Features (schwimmende Rampen und Rails) ausgeführt werden. Aufgrund der fehlenden Bindung sind Tricks anspruchsvoller als im Wakeboarden und es besteht die Gefahr, das Brett nach einem Trick zu verfehlen oder nur mit einem Fuß zu treffen. Inverts, wie der Raley im Wakeboarden, oder Salti sind mit dem Wakeskate nur bedingt möglich und erfordern das Festhalten des Brettes in der Luft.

## Wettkämpfe
Wettkämpfe waren anfangs nur eine Zugabe zu Wakeboard-Wettkämpfen. Seit 2006 gibt es eine deutsche Meisterschaft am Lift in dieser Sportart.
Die erste Deutsche Meisterschaft war 2006 in Schwandorf, weitere gab es 2007 in Magdeburg, 2008 in Xanten, 2009 in Heeder See, 2010 in Blaichach und 2011 in Damp.
Der für deutsche Wettkämpfe zuständige Verband ist der Deutsche Wasserski- und Wakeboardverband (DWWV).
Nationale und Internationale Wettkämpfe für Wakeboard und Wakeskate werden über cablewakeboard.net angekündigt und organisiert.
Die erste Weltmeisterschaft am Lift fand 2008 auf den Philippinen statt.

## Bauform

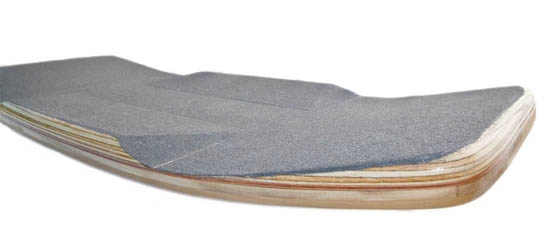
Wakeskate in typischer Form mit Griptape

Wakeskates haben ihren Ursprung im Wakeboarden, wobei die Form anfänglich der von Skateboards glich. Aufgrund von schlechten Fahreigenschaften der ersten Wakeskates wurde schnell von der traditionellen Skateboardform abgewichen, wodurch Wakeskates ihre eigene alleinstehende Form bekamen, wie man sie auch heute kennt.
Heutige Modelle aus Holz sind mit einer Länge von 1,00 m bis 1,20 m länger und mit 40 cm auch breiter als typische Skateboards (ca. 80 × 25 cm), aber deutlich kleiner als Wakeboards die ab 1,20 m für Kinder und bis zu 1,60 cm Länge für Erwachsene erreichen.
Auf der Oberseite wird, wie im Skateboarden auch, ein Griptape (selbstklebendes Schleifpapier) verwendet, um den Halt des Fahrers auf dem Brett zu erhöhen. Einige Hersteller bieten auch Hartschaummatten aus EVA statt des Griptapes an, ähnlich zu den Surfpads auf Surfboards. Manche Wakeskates werden auch mit Wachs gefahren wie beim Wellenreiten.
Auf der Unterseite wird in vielen Modellen eine „Grindbase“ verwendet, um den Holzkern zu schützen und die Langlebigkeit beim Fahren von Features zu erhöhen. Wakeskates können, wie Wakeboards, mit und ohne Finnen gefahren werden.
Die verwendeten Materialien zur Konstruktion eines Wakeskates unterscheiden sich nicht vom heutigen Wakeboard. Häufige Komponenten sind Paulownia Holz für den Kern des Brettes, und Kunststoffe (UHMW-PE oder HDPE) für die Grindbase, Finnen und seitliche Stoßkanten. Komposit-Wakeskates werden aus Hartschaum (PVC oder PU) und Glasfaser gefertigt, sind dadurch aber meist teurer.